# او زیبا بود
او زیبا بود یک مجموعه تلویزیونی کره‌ای با بازی هوانگ جونگ اوم، پارک سو جون، چوی شی وون و گو جون هی می‌باشد که از ۱۶ سپتامبر تا ۱۱ نوامبر ۲۰۱۵، چهارشنبه‌ و پنجشنبه‌ها ساعت ۲۲ (به وقت کره جنوبی) از شبکه ام‌بی‌سی پخش شد.

## خلاصه داستان
یک کمدی رمانتیک در مورد دو آشنای گذشته که بعد از اینکه دچار واژگونی بخت و اقبال شده‌اند دوباره یکدیگر را ملاقات می‌کنند...
کیم هی جین یک دختر بسیار زیبا از یک خانواده ثروتمند بود. پس از اینکه شرکت چاپ و نشر خانواده اش ورشکست شد، او شرایط سختی را تجربه کرد و زیبایی اش را نیز از دست داد، و شباهت به پدرش پیدا کرد. جی سونگ جون یک پسر غیرجذاب با عزت نفس پایین بود، اما وقتی بزرگ می‌شود به عنوان یک ویرایشگر خوش تیپ و موفق می‌شود. این دو تصمیم می‌گیرند دوباره همدیگر را ملاقات کنند اما سونگ جون هی جین را نمی‌شناسد و…

## بازیگران
- هوانگ جونگ اوم در نقش کیم هه جین
- پارک سو جون در نقش جی سونگ جون
- گو جون هی در نقش مین هاری
- چوی شی وون در نقش کیم شین هیوک

## تولید
در این سریال هوانگ جونگ اوم و پارک سو جون که قبلاً در سریال‌ بکش خلاصم کن مقابل هم بازی می‌کردند و همچنین هوانگ جونگ اوم و گو جون هی که قبلاً در سریال Can You Hear My Heart مقابل هم بازی می‌ کرده‌اند، نقش آفرینی می‌کنند.